# Johannes Corputius

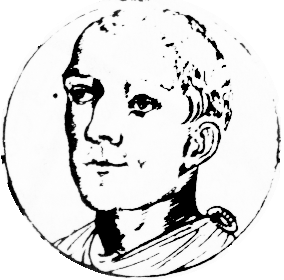
Mögliches Selbstporträt Corputius’ auf seinem Plan Duisburgs 1566

Johannes Corputius, eigentl. Johan van den Corput, auch Cornput oder Johannes de Corput (* April 1542 in Breda; † 17. September 1611 in Groningen) war ein niederländischer Ingenieur, Militärführer und Kartograph. Er ist der Autor des, auch farbigen, Corputius-Planes, der die Stadt Duisburg aus der Vogelperspektive zeigt.

## Leben

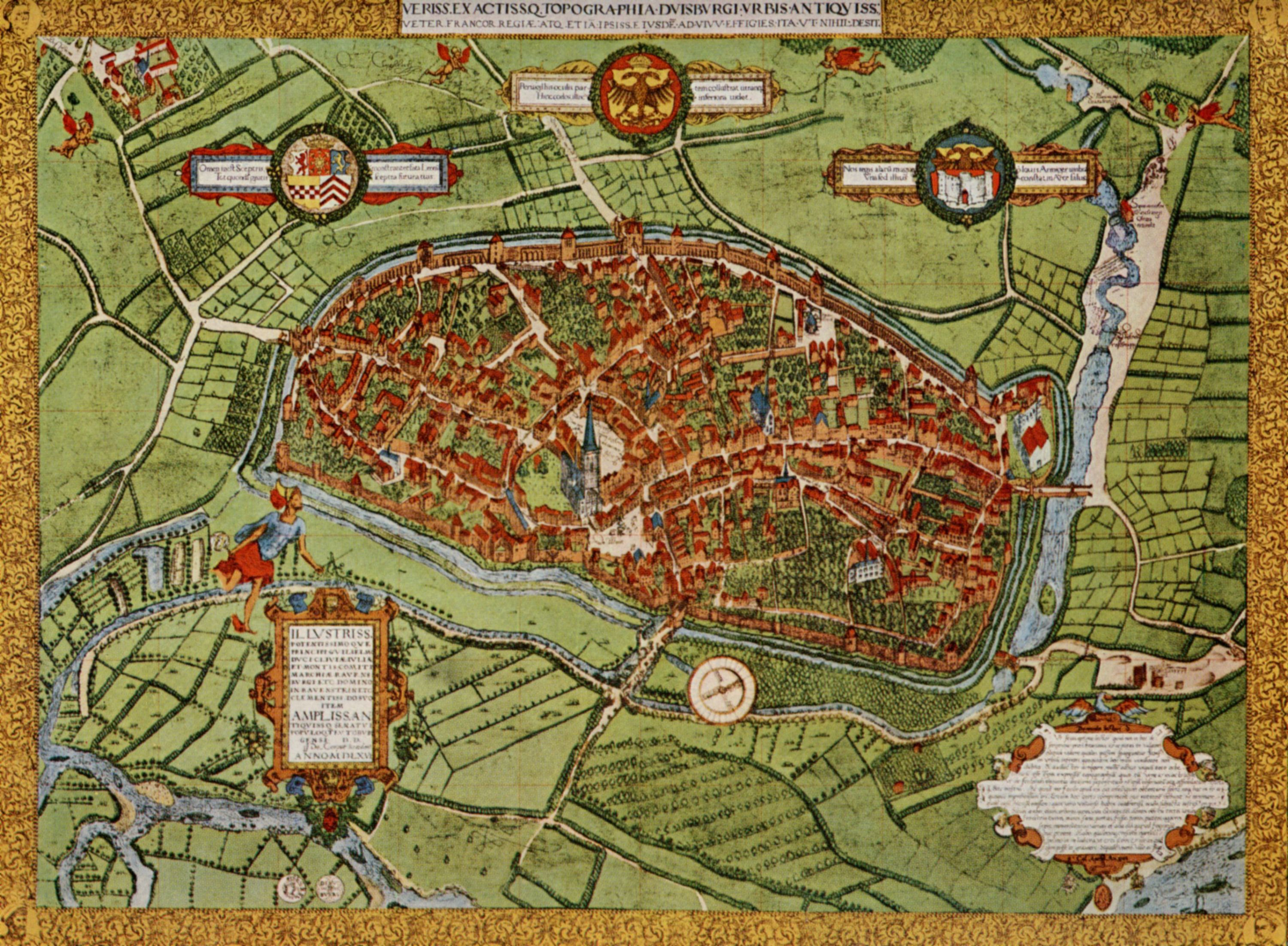
Der Corputius-Plan von 1566 zeigt Duisburg nach exakten geografischen Messungen.

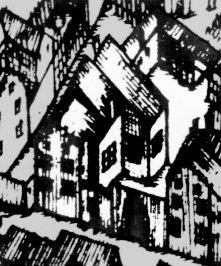
Das Haus des Gerhard Mercator in Duisburg, wo Corputius von 1562 bis 1566 lebte

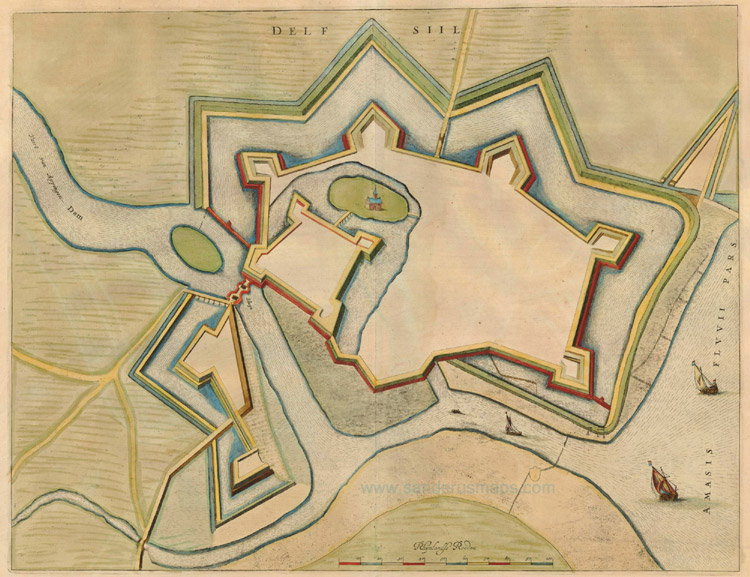
Delfzijl wurde nach Plänen Corputius’ ab 1591 befestigt, Karte von Joan Blaeu, 1649

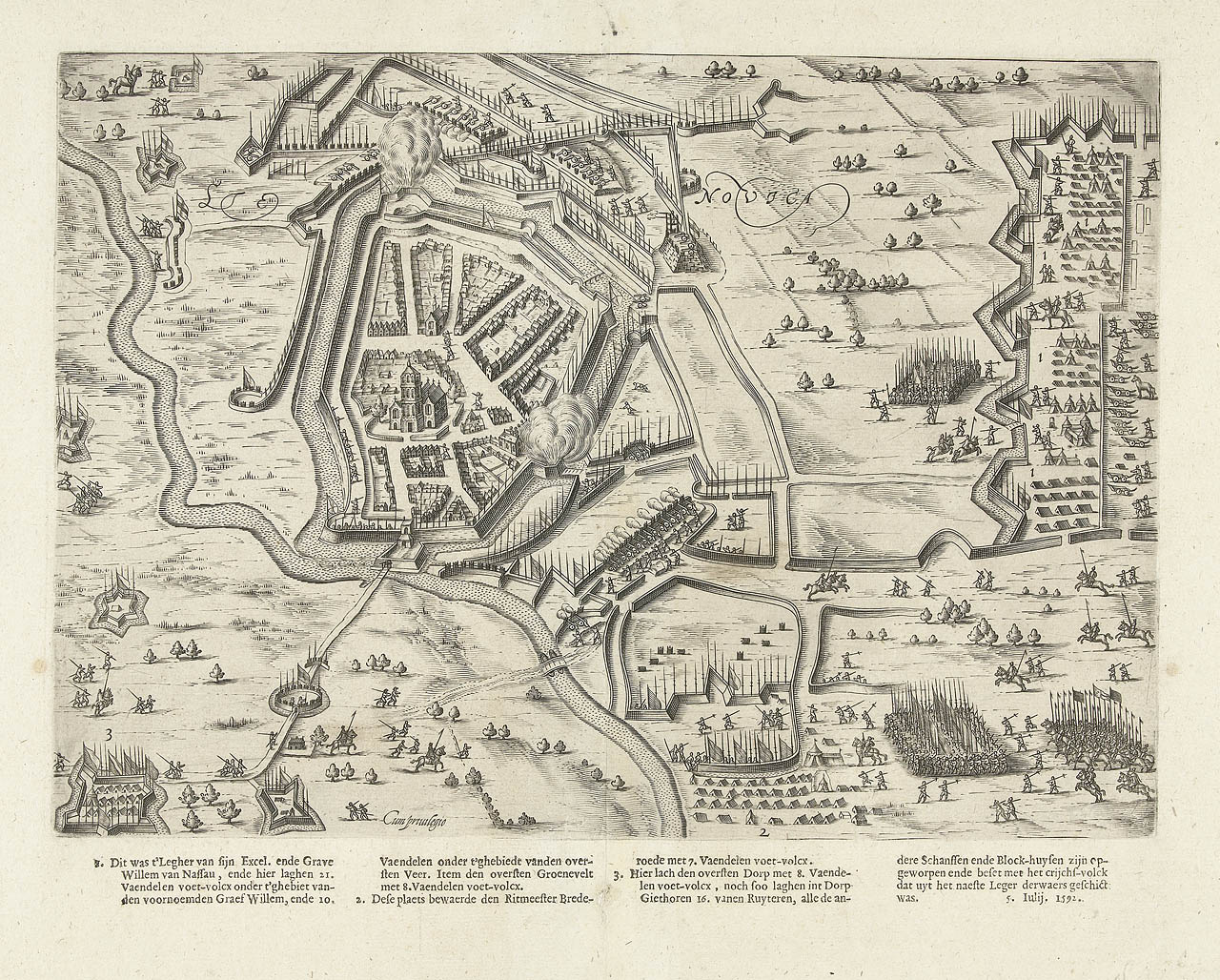
Die Belagerung Steenwijks 1592

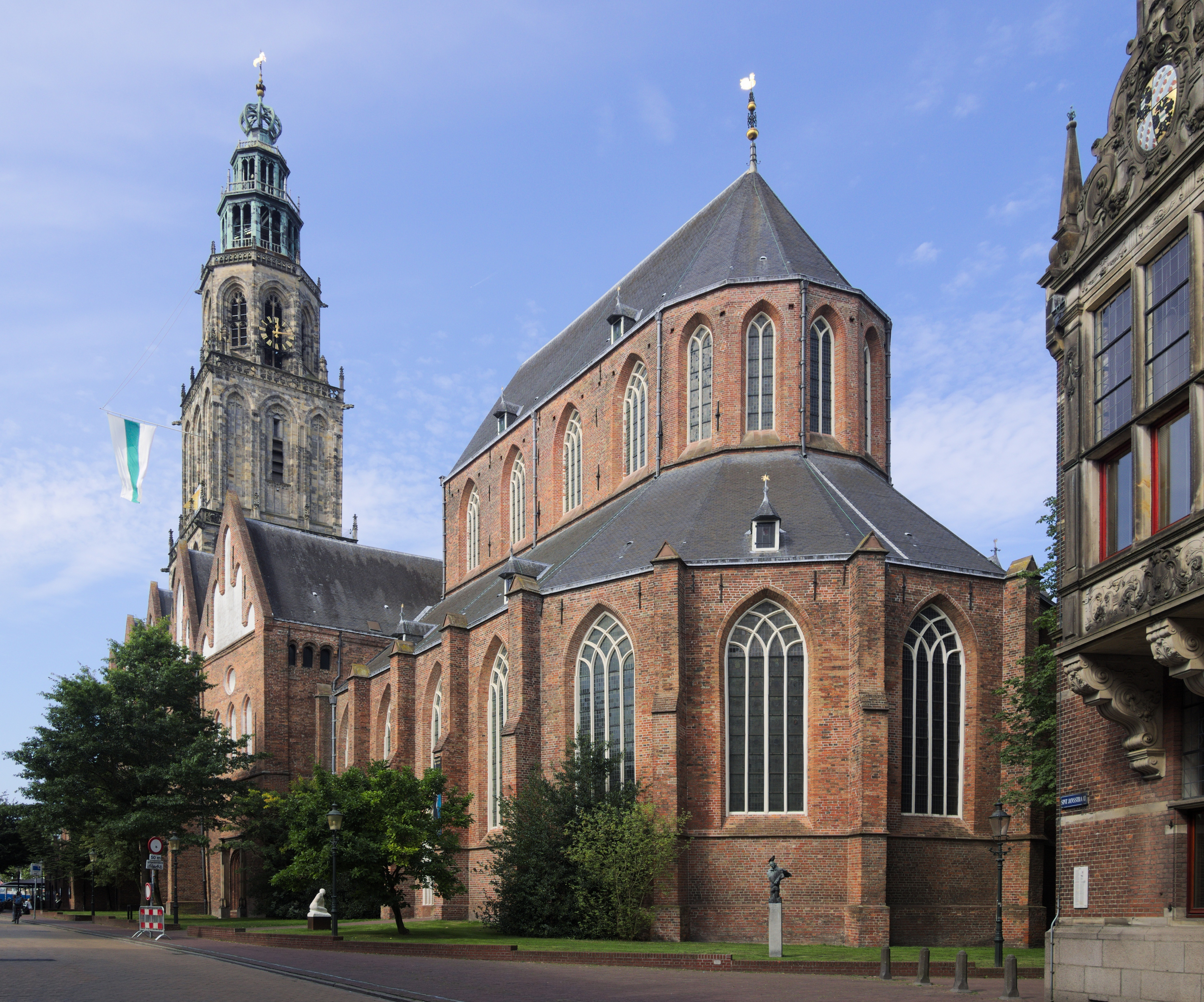
In der Groninger Martinikirche wurde Johannes Corputius 1611 beigesetzt

Johannes Corputius war der Sohn des Notars und Stadtsekretärs von Breda Johan van den Cornput d. Ä. und von Antonia Montens. Die bürgerliche Familie war bereits damals in den Niederlanden einflussreich. Johan van den Cornput d. Ä. wurde später Bürgermeister von Breda. Auch folgende Generationen der Familie spielten wichtige Rollen in der Niederländischen Geschichte. In indirekter Linie waren beispielsweise Johan und Cornelis de Witt über ihre Mutter Anna van den Corput (Corputius’ Nichte) mit Corputius verwandt.
Corputius studierte 1558 in Löwen, vermutlich auch in Köln, wie er selbst angibt. Er kam 1562 nach Duisburg, wo er bei Gerhard Mercator Mathematik (Gerätebau, Vermessungswesen, Kupferstechen) studierte und in dessen Haus lebte. Auch besuchte Corputius Lehrveranstaltungen des Duisburger Akademischen Gymnasiums, unter anderem den Griechischunterricht bei Johannes Molanus. Nach der Schließung des Gymnasiums im selben Jahr blieb Corputius mehrere Jahre im Hause Mercators.
Der in dieser Zeit von Corputius verfertigte besonders detailgenaue Plan Duisburgs (Corputius-Plan) entstand auf Grund exakter Messungen im Duisburger Stadtgebiet. Die notwendigen Messungen hatte Corputius nach eigenen Angaben in einem Brief in den Jahren 1562 und 1563 durchgeführt und eine Zeichnung gefertigt. Die Messungen unternahm er von drei verschiedenen Punkten aus mittels eines von ihm selbst gefertigten Quadratum geometricum. Die wichtigsten Peilungen nahm Corputius Van den grooten tooren te Duysburg aus vor, das heißt, vom Turm der Salvatorkirche. Als weitere Messpunkte nutzte er einen der Türme der Marienkirche und einen Turm der Stadtbefestigung zwischen Kuhtor und Stapeltor.
Die aufwendigen Gravuren für den Kupferstich des Plans hatte Corputius offenbar bis 1565 abgeschlossen. Doch erschien der Plan erst am 25. März 1566, was in einem möglichen Zusammenhang mit der anstehenden Vergabe des Privilegs zur Universitätsgründung in Duisburg auf dem Reichstag in Augsburg durch Kaiser Maximilian II. in diesem Monat gesehen wird. Tatsächlich ist bei der auf dem Plan angegebenen römischen Jahreszahl MDLXVI an der letzten Stelle die I kleiner angefügt worden. Möglicherweise hat Corputius sich auch selbst oben rechts auf dem Plan porträtiert.
Der Corputius-Plan gibt einen anschaulichen Eindruck der architektonischen Gestaltung der frühneuzeitlichen Stadt. Die Aufzeichnungen zeigen, dass die Messungen sogar noch deutlich genauer als der spätere Plan waren. Vier originale Platten des Plans wurden noch 1740 in Dordrecht zum Verkauf angeboten. Lange verschollen, wurde 1894 ein koloriertes Original des Corputiusplanes in der Breslauer Stadtbibliothek wiederentdeckt. Glücklicherweise wurde drei Jahre darauf eine Kopie für Duisburg angefertigt, denn der Breslauer Originalplan ging im Zweiten Weltkrieg verloren. Der einzige noch verbliebene originale Abdruck in schwarz-weiß befindet sich im Kultur- und Stadthistorischen Museum Duisburgs.
1566 verließ Corputius die Stadt Duisburg. Es wird angenommen, dass er zunächst in seine Heimatstadt Breda zog. Am 13. August 1567 ließ er sich von den Stadtoberhäuptern ein Zeugnis ausstellen, das ihm seine Abstammung aus einer ehrbaren Familie bescheinigt. Corputius wollte offenbar seine Studien in Griechenland und Italien fortsetzen. Es ist allerdings nicht sicher, ob er diese Länder tatsächlich besucht hat. Jan Postema erkennt in den späteren Werken Corputius’ jedoch zumindest einen deutlichen italienischen Einfluss.
Ab Dezember 1568 hielt sich Johannes Corputius zum Studium in Straßburg im Hause des Johannes Sturm auf. Briefe seiner Familie nach Straßburg und von Hugo Blotius aus der Stadt belegen die Anwesenheit Corputius’ bei Sturm. Die briefliche Beschreibung Blotius’ lobt sein Talent als Zeichner und Kupferstecher. Unter anderem habe er den Rektor der Straßburger Akademie, Johannes Sturm, porträtiert. Blotius lobte auch Corputius’ Sprachkompetenz in Latein, Griechisch, Französisch und Deutsch.
1574 kam Corputius wieder nach Duisburg. Sein Name erscheint mit Datum vom 25. März in einer Steuerliste. Die folgende Aufenthaltsdauer in der Stadt ist nicht genau belegt. Ende August bis Ende September desselben Jahres ist Corputius erstmals als Militär der Niederländer fassbar.
Corputius war ab etwa 1578 als Artilleriehauptmann am niederländischen Unabhängigkeitskrieg beteiligt. Er war dabei zunächst mit dem Ausbau der Befestigung von Aalst betraut. Eine wichtige Rolle übernahm er an der Seite des Grafen von Rennenberg, Georg von Lalaing, bei der Belagerung von Deventer in diesem Jahr. Rennenberg hielt Corputius’ Rang und Funktion schriftlich fest. Er bezeichnete ihn als seinen Hauptmann und fortificationeur, also Festungsbauer. Nicht zuletzt durch Corputius Ingenieurleistungen konnte die Stadt eingenommen werden. Nach Corputius Entwürfen wurden rings um die Stadt neue Schanzen angelegt, die es unmöglich machten, die Stadt von außerhalb zu versorgen. Er schlug vor Schützengräben anzulegen, das Wasser des Grabens der Stadt umzuleiten und schließlich deren Befestigung zu unterminieren.
In der Folgezeit wurde er Gouverneur in Coevorden. Sein Auftrag war es, die dortige Befestigung auszubauen. Der dazu von ihm erstellte Plan wurde von den Generalstaaten gutgeheißen. Doch konnten für die fünf von Corputius geplanten Bastionen zunächst nur die Fundamente angelegt werden. Lediglich zwei Bastionen wurden vollendet. Erst später wurde auf den von Corputius geleisteten Vorarbeiten das Festungswerk in Coevorden unter spanischer Leitung vollendet.
Um 1580 hat sich Johannes Corputius als Soldat mehrfach ausgezeichnet. Im Kampf um die Stadt Steenwijk war er an der Spitze der Belagerten zu finden. Sein Kampfesmut wurde gerühmt: er galt als „Mann, der Tausende aufwog“. Bei der Verteidigung Steenwijks stand Corputius dem Grafen von Rennenberg gegenüber, der inzwischen zum spanischen Lager übergetreten war. Steenwijk konnte unter Corputius Führung gehalten werden, die spanischen Truppen gaben die Belagerung 1581 auf.
Die Kriegshandlungen um Steenwijk hielt Corputius im Kupferstich fest. Als Autor Reinico Fresinga mit dem Ortszusatz van Frennicker verfertigte er 1584 einen Bericht über die Geschehnisse des Krieges in den Provinzen Friesland, Overijssel, den Ommelanden, in Drenthe, Groningen und in Lingen. Jan Postema konnte diesem Pseudonym den Namen Corputius zuordnen. Dies hatte an der Wende vom 16. zum 17. Jahrhundert bereits der Historiker Emanuel van Meteren als Vermutung geäußert, der in zweiter Ehe mit Hester van den Cornput, einer Tochter von Johannes Corputius’ Bruder Nicolaas, verheiratet war. Van Meteren kam zu dem Schluss, weil mehr als ein Drittel des Werkes sich allein der Belagerung von Steenwijk widmet und darin ein Loblied auf die Großartigkeit des Befehlshabers Johan van den Cornput gesungen wird.
1585 hielt Corputius sich zu einem Besuch bei seinen Verwandten in Heidelberg auf. Etliche Familienmitglieder hatten als Calvinisten die Niederlande zeitweilig verlassen. Im folgenden Jahr wurde Corputius Hauptmann einer Kompanie Fußknechte des Grafen Adolf von Neuenahr, der seit dem Vorjahr Statthalter von Overijssel war. 1587 wurde Corputius zum Superintendent, Standortkommandant, von Hasselt ernannt. Diese Position behielt er bis nach 1590.
Corputius trat in die Dienste Wilhelm Ludwigs von Nassau, damals Statthalter von Friesland, später auch von Groningen und Drenthe. Postema sieht einen Einfluss Corputius’ auf die Niederländische Heeresreform über dessen beratende Funktion für Wilhelm Ludwig. Wie bereits Hans Delbrück anmerkt, hätte Corputius damit die folgenden Rückeroberungen unter Moritz von Oranien mit vorbereitet. Corputius’ humanistische Bildung dürfte dabei, so schlussfolgert Jan Postema, eine gute Grundlage gewesen sein.
Als die Truppen Moritz von Oraniens 1592 Steenwijk, das 1582 an die Spanier gefallen war, belagerten und einnahmen, hatte wiederum Corputius entscheidenden Anteil an der technischen Durchführung. Nach Entwürfen von Corputius wurden in den 1590er Jahren die Festungsanlagen von Delfzijl ausgebaut, nachdem dieses ebenfalls erobert worden war. Die Festung an der Emsmündung erhielt dabei insgesamt sieben Bastionen. Die Struktur der Verteidigungsanlagen hatte bis zur Mitte des 19. Jahrhunderts Bestand.
1599 war Corputius einer von zwei Kommandanten einer 600 Mann starken Truppe der Generalstaaten in Emden. Im Konflikt zwischen den Bürgern von Emden und dem Grafen von Ostfriesland (Emder Revolution) hatte Corputius sich auf die Seite der Bürger gestellt. 1603 lehnte der Graf ihn daher nach dem Haager Vergleich als Kommandant in Emden ab.
Am 4. Februar 1600 wurde Corputius durch Wilhelm Ludwig zum Superintendenten von Coevorden ernannt. Bereits 1602/03 wohnte er in Groningen. Nach eigenen brieflichen Angaben hatte sich sein Gesundheitszustand in diesen Jahren schon verschlechtert. 1605 wurde er noch einmal zum Kommandanten des Staatenkastells Groningen befördert. Er behielt seinen militärischen Rang auch, als das Kastell 1607 den Bürgern von Groningen geöffnet wurde und ebenfalls nach dem Schluss des Waffenstillstands 1609. 1611 verstarb Johannes Corputius im Alter von 69 Jahren als Hauptmann von Groningen. Er wurde in der dortigen Martinikirche beigesetzt. Sein Grabstein ist als Grab 39 im Chor der Kirche erhalten.

## Namensvarianten
Die Mitglieder der Familie des Johannes Corputius führten den Niederländischen Namen van den Corput. Corputius selbst unterzeichnete dagegen Briefe mit Johan van Kornput. In den Niederlanden ist heute für seine Person die Variante Johan van den Kornput weit verbreitet, aber auch die auf seinen familiären Ursprung gerichtete Form Johan van den Corput. Die Ernennung zum Standortkommandanten in Coevorden im Jahre 1600 lautete auf den Namen Johan van den Cornput. Die in der Deutschen Literatur übliche latinisierte Form Johannes Corputius erscheint bereits im Jahre 1570 und wurde in Straßburg in einem Brief Hugo Blotius’ gebraucht. Corputius selbst hat seinen Namen auf dem Duisburgplan als J. De Corput latinisiert.

## Würdigungen

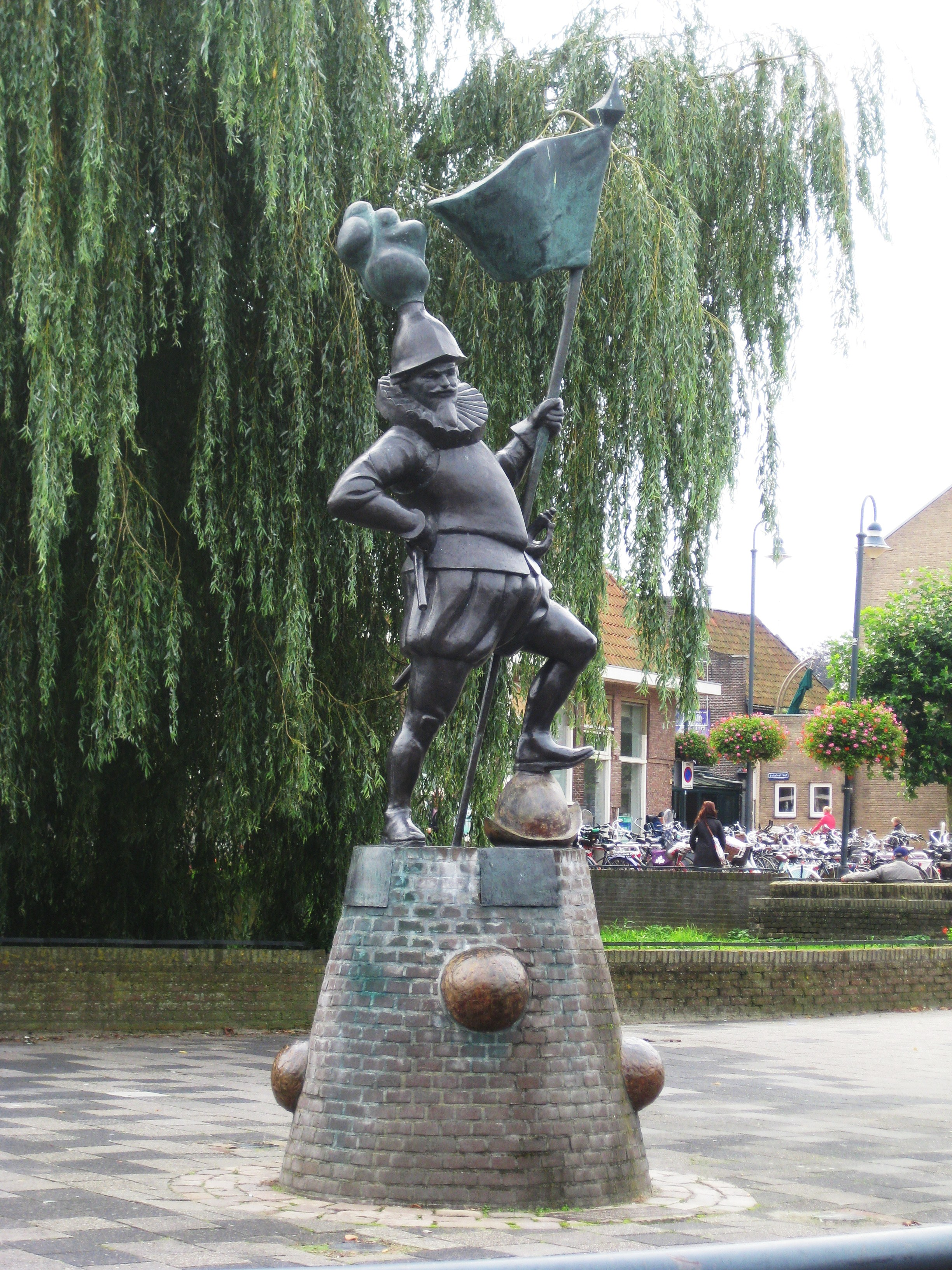
Denkmal für Johannes Corputius von Hans Kuyper am Oosterpoort in Steenwijk

In Deutschland ist Corputius vor allem in Nordrhein-Westfalen, insbesondere in der Stadt Duisburg und regional im Ruhrgebiet und am Niederrhein, als Autor des nach ihm benannten Planes Duisburgs bekannt. Dies spiegelt sich in einem breiten Spektrum von Veröffentlichungen zu diesem Werk in deutscher Sprache wider. In der Duisburger Altstadt ist der Johannes-Corputius-Platz nach dem Kartografen benannt worden.
In den Niederlanden tritt in der Erinnerung das militärische Wirken des Johan van den Corput dagegen stärker in den Vordergrund. Er gilt beispielsweise als „Verteidiger von Steenwijk“. In der Stadt wurde 1939 eine Kaserne nach ihm benannt, die bis 1998 vom Niederländischen Heer genutzt wurde. Als Folgenutzung wurde auf dem Areal des ehemaligen Militärstandorts ein Wohngebiet geplant. Auch dies trägt als Van den Kornputkwartier weiter seinen Namen. Mit dem Wohnungsbau wurde auf dem 24 ha großen Areal 2009 begonnen.
In Steenwijk hat man Corputius außerdem ein Denkmal gesetzt, das 2003 von dem Künstler Hans Kuyper entworfen wurde. In Zoetermeer wurde in den 1990er Jahren in einem Wohngebiet die Straße Van den Corputschans nach Corputius benannt und auch in Delfzijl gibt es einen Johan van den Kornputplein, also übersetzt Johan van den Kornput-Platz.
Im Jahre 2016 wird der älteste maßstabgetreue Stadtplan nördlich der Alpen, ebendieser oben erwähnte Stadtplan Duisburgs 450 Jahre alt.

## Werke
Karten
- J. De Corput Brædanus: Verissima exactissimaque topographia Duisburgi urbis antiquissimae veteris Francorum regiae atque etiam ipsissimae eiusdem ad vivum effigies, ita ut nihil desit, 1566; Original im Kultur- und Stadthistorischen Museum Duisburg.
- Moderne Ausgaben des Corputiusplans:
  - Duisburg im Jahre 1566 (Veriss. ex actiss. q. topographia Duisburgi urbis antiquiss. veter. Francor. regiae atq. etiam ipsiss. eiusdem ad vivu effigiesi ita ut nihil desit), Stadtplan, Verlag für Wirtschaft und Kultur Renckhoff, Duisburg 1964.
  - Stadtpl. d. Johannes Corputius von 1566, Format 87 × 87,5 cm: Veriss. exactiss. q. topographia Duisburgi urbis antiquiss., Kartenbeilage, in: Krause, Günter (Hrsg.): Stadtarchäologie in Duisburg: 1980–1990. Duisburger Forschungen 38, Braun, Duisburg 1992, ISBN 3-87096-049-3.

Bücher
- Reinico Fresinga (Pseudonym von Johannes Corputius): Memorien vanden gedenckwerdigen dingen, dier in den Nederlandischen Provincien van Frieslant, Overijssel, Omlanden, Drenthe, Greuningen, ende Lingen, met heuren bijliggenden frontieren, geschiet sijn. Fr. van Campen, Deventer 1584.